# قائمة رؤساء وزراء لوكسمبورغ
هذه قائمة رؤساء الوزراء والحكومات منذ تأسيس المنصب سنة 1848. رئيس وزراء لوكسمبورغ (باللوكسمبورغية: Premierminister vu Lëtzebuerg)، (بالفرنسية: Premier ministre luxembourgeois)، (بالألمانية: Premierminister von Luxemburg) هو رئيس حكومة لوكسمبورغ. يتولى رئيس الوزراء قيادة السلطة التنفيذية، ويرأس مجلس الوزراء ويعين وزراءه.
أصبح وصف رئيس الوزراء لقبًا رسميًا منذ 1989، مع أن رئيس الحكومة كان معروفًا بشكلٍ غير رسميٍّ بهذا اللقب لبعض الوقت. أُطلق على رئيس الوزراء بين سنة 1857 و1989 لقب رئيس الحكومة، باستثناء فترة رئاسة ماثياس مونجيناست التي استمرت 25 يومًا. لُقِّب رئيس الوزراء برئيس المجلس قبل عام 1857. يستخدم رئيس الوزراء، بالإضافة إلى هذه الألقاب، لقب وزير الدولة، مع أن هذا اللقب عادة ما ينحصر في كونه لقبًا ثانويًا.
تتضمن النصوص المكتوبة بخطٍ كبيرٍ في القائمة تواريخ تولي رؤساء الوزراء مناصبهم وخروجهم منها. أما التواريخ الأصغر، خلال فترات رئاسة الوزراء المختلفة، فهي فترات حكومات رؤساء الوزراء.  يعكس كل من التواريخ الأصغر تغييرًا في الحكومة دون تغيير رئيس الوزراء.

## فترة الاستقلال (1848–1918)
كانت السياسة في لوكسمبورغ خاضعة لسيطرة السياسيين ورجال الدولة المستقلين منذ صدور أول دستور في عام 1848 وحتى أوائل القرن العشرين. ظلت الصلاحيات الامتيازية التي يتمتع بها الدوق الأكبر دون تخفيف، وعلى هذا النحو، اختار الملك رئيس الوزراء وعيّنه شخصيًا. كان رئيس الوزراء في كثير من الأحيان معتدلاً نتيجةً لهذا، دون أي انتماءٍ قويٍ إلى أيٍّ من الفصيلين السياسيين الرئيسين في مجلس النواب: الليبراليين العلمانيين، والمحافظين الكاثوليك.
أدى ظهور الاشتراكية قوةً ثالثة في السياسة اللوكسمبورغية في أوائل القرن العشرين إلى إنهاء هيمنة المستقلين، وزاد من تسييس حكومة البلاد. لكن لم يؤثر هذا على منصب رئيس الوزراء حتى عام 1915، عندما توفي بول آيشن وهو في منصبه بعد فترة طويلة من توليه المنصب. أدى موته إلى نشوب صراع على السلطة بين الفصائل الرئيسية، مما أدى إلى إنشاء نظام الحزب الرسمي.

### رؤساء الوزراء من 1848 إلى 1890
| رئيس الوزراء (تاريخ الولادة–تاريخ الوفاة) | رئيس الوزراء (تاريخ الولادة–تاريخ الوفاة)    | صورة                                                                                        | مدة الولاية     | مدة الولاية | مدة الولاية | الملوك (عهد)             | الملوك (عهد) |
| رئيس الوزراء (تاريخ الولادة–تاريخ الوفاة) | رئيس الوزراء (تاريخ الولادة–تاريخ الوفاة)    | صورة                                                                                        | عدد             | منذ | إلى | الملوك (عهد)             | الملوك (عهد) |
| ----------------------------------------- | -------------------------------------------- | ------------------------------------------------------------------------------------------- | --------------- | --- | --- | ------------------------ | ------------ |
| 1                                         | جاسبار تيودور إنياس دو لا فونتين (1787–1871) |                                                                                             | 1 أغسطس 1848    | 1 أغسطس 1848 | 6 ديسمبر 1848 | فيليم الثاني (1840–1849) |              |
| 1                                         | جاسبار تيودور إنياس دو لا فونتين (1787–1871) | أول رئيس وزراء. استقال بعد التصويت بحجب الثقة.                                              |                 | | | فيليم الثاني (1840–1849) |              |
| 2                                         | جيان جاك ويلمار (1792–1866)                  |                                                                                             | 6 ديسمبر 1848   | 6 ديسمبر 1848 | 23 سبتمبر 1853 | فيليم الثالث (1849–1890) |              |
| 2                                         | جيان جاك ويلمار (1792–1866)                  | فصله الحاكم                                                                                 |                 | | | فيليم الثالث (1849–1890) |              |
| 3                                         | تشارلز ماثياس سيمونز (1802–1874)             |                                                                                             | 1 2 3 4 5 6 7 8 | 23 سبتمبر 1853 23 سبتمبر 1854 24 مايو 1856 2 يونيو 1857 29 نوفمبر 1857 12 نوفمبر 1858 23 يونيو 1859 15 يوليو 1859 | 23 سبتمبر 1854 24 مايو 1856 2 يونيو 1857 29 نوفمبر 1857 12 نوفمبر 1858 23 يونيو 1859 15 يوليو 1859 26 سبتمبر 1860 | فيليم الثالث (1849–1890) |              |
| 3                                         | تشارلز ماثياس سيمونز (1802–1874)             | انقلاب 1856. رئيس مجلس الوزراء حتى نوفمبر 1857؛ وبعد ذلك أصبح رئيس الحكومة. استقال.         |                 | | | فيليم الثالث (1849–1890) |              |
| 4                                         | فيكتور دي تورناكو (1805–1875)                |                                                                                             | 1 2 3 4 5 6 7   | 26 سبتمبر 1860 9 سبتمبر 1863 31 مارس 1864 26 يناير 1866 3 ديسمبر 1866 14 ديسمبر 1866 18 يونيو 1867                | 9 سبتمبر 1863 31 مارس 1864 26 يناير 1866 3 ديسمبر 1866 14 ديسمبر 1866 18 يونيو 1867 3 ديسمبر 1867                 | فيليم الثالث (1849–1890) |              |
| 4                                         | فيكتور دي تورناكو (1805–1875)                | أقصر حكومة، ديسمبر 1866. أزمة لوكسمبورغ؛ معاهدة لندن (1867). استقال بعد التصويت بحجب الثقة. |                 | | | فيليم الثالث (1849–1890) |              |
| 5                                         | لامبرت جوزيف إيمانويل سيرفيس (1811–1890)     |                                                                                             | 1 2 3 4 5       | 3 ديسمبر 1867 30 سبتمبر 1869 12 أكتوبر 1869 7 فبراير 1870 25 مايو 1873                                            | 30 سبتمبر 1869 12 أكتوبر 1869 7 فبراير 1870 25 مايو 1873 26 ديسمبر 1874                                           | فيليم الثالث (1849–1890) |              |
| 5                                         | لامبرت جوزيف إيمانويل سيرفيس (1811–1890)     | استقال.                                                                                     |                 | | | فيليم الثالث (1849–1890) |              |
| 6                                         | فيليكس دي بلوخوسن (1834–1915)                |                                                                                             | 1 2 3 4 5 6     | 26 ديسمبر 1874 26 أبريل 1875 8 يوليو 1876 6 أغسطس 1878 21 سبتمبر 1882 12 أكتوبر 1882                              | 26 أبريل 1875 8 يوليو 1876 6 أغسطس 1878 21 سبتمبر 1882 12 أكتوبر 1882 20 فبراير 1885                              | فيليم الثالث (1849–1890) |              |
| 6                                         | فيليكس دي بلوخوسن (1834–1915)                | فصله الدوق الأكبر.                                                                          |                 | | | فيليم الثالث (1849–1890) |              |
| 7                                         | جول جورج إدوارد ثيلجيس (1817–1904)           |                                                                                             | 20 فبراير 1885  | 20 فبراير 1885 | 22 سبتمبر 1888 | فيليم الثالث (1849–1890) |              |
| 7                                         | جول جورج إدوارد ثيلجيس (1817–1904)           | استقال.                                                                                     |                 | | | فيليم الثالث (1849–1890) |              |

شاركت مملكة هولندا نفس الملوك مع دوقية لوكسمبورغ الكبرى من عام 1815 إلى عام 1890. كان للدوقية الكبرى ملوكها الخاصون منذ عام 1890.

### رؤساء الوزراء من 1890 إلى 1918
| رئيس الوزراء (تاريخ الولادة–تاريخ الوفاة) | رئيس الوزراء (تاريخ الولادة–تاريخ الوفاة) | صورة | مدة الولاية    | مدة الولاية                                                                         | مدة الولاية                                                                         | الملوك (عهد)                               | الملوك (عهد) |
| رئيس الوزراء (تاريخ الولادة–تاريخ الوفاة) | رئيس الوزراء (تاريخ الولادة–تاريخ الوفاة) | صورة | عدد            | منذ                                                                                 | إلى                                                                                 | الملوك (عهد)                               | الملوك (عهد) |
| ----------------------------------------- | ----------------------------------------- | --- | -------------- | ----------------------------------------------------------------------------------- | ----------------------------------------------------------------------------------- | ------------------------------------------ | ------------ |
| 8                                         | بول آيشن (1841–1915)                      | | 1 2 3 4 5 6    | 22 سبتمبر 1888 26 أكتوبر 1892 23 يونيو 1896 25 أكتوبر 1905 9 يناير 1910 3 مارس 1915 | 26 أكتوبر 1892 23 يونيو 1896 25 أكتوبر 1905 9 يناير 1910 3 مارس 1915 11 أكتوبر 1915 | أدولف (1890–1905)غيلاوم الرابع (1905–1912) |              |
| 8                                         | بول آيشن (1841–1915)                      | أطول فترة رئاسة للوزراء. أطول فترة حكومة 1896–1905. احتلت ألمانيا لوكسمبورغ يوم 2 أغسطس 1914. توفي أثناء توليه منصبه. |                |                                                                                     |                                                                                     | أدولف (1890–1905)غيلاوم الرابع (1905–1912) |              |
| 9                                         | ماثياس مونجيناست (1843–1926)              | | 12 أكتوبر 1915 | 12 أكتوبر 1915                                                                      | 6 نوفمبر 1915                                                                       | ماري أديلايد (1912–1919)                   |              |
| 9                                         | ماثياس مونجيناست (1843–1926)              | أقصر فترة رئاسة للوزراء. حكم كرئيس للمجلس. استقال.                                                                    |                |                                                                                     |                                                                                     | ماري أديلايد (1912–1919)                   |              |
| 10                                        | هيوبرت لوتش (1878–1946)                   | | 6 نوفمبر 1915  | 6 نوفمبر 1915                                                                       | 24 فبراير 1916                                                                      | ماري أديلايد (1912–1919)                   |              |
| 10                                        | هيوبرت لوتش (1878–1946)                   | حكومة الأقلية. استقال بعد التصويت بحجب الثقة.                                                                         |                |                                                                                     |                                                                                     | ماري أديلايد (1912–1919)                   |              |
| 11                                        | فيكتور ثورن (1844–1930)                   | | 24 فبراير 1916 | 24 فبراير 1916                                                                      | 19 يونيو 1917                                                                       | ماري أديلايد (1912–1919)                   |              |
| 11                                        | فيكتور ثورن (1844–1930)                   | حكومة الاتحاد الوطني. استقال.                                                                                         |                |                                                                                     |                                                                                     | ماري أديلايد (1912–1919)                   |              |
| 12                                        | ليون كوفمان (1869–1952)                   | | 19 يونيو 1917  | 19 يونيو 1917                                                                       | 28 سبتمبر 1918                                                                      | ماري أديلايد (1912–1919)                   |              |
| 12                                        | ليون كوفمان (1869–1952)                   | استقال. |                |                                                                                     |                                                                                     | ماري أديلايد (1912–1919)                   |              |

## نظام الحزب (1918–حتى الآن)
انتُخب مجلس نواب جديد في عام 1918م مع اقتراب نهاية الحرب العالمية الأولى،  بهدف واضح وهو مراجعة الدستور. ولتحقيق هذه الغاية، شكلت الكتل السياسية الرئيسة أحزاب رسمية، بهدف زيادة قوتها التفاوضية. أدت التعديلات الدستورية إلى إدخال الاقتراع العام والتصويت الإلزامي، واعتماد التمثيل النسبي، وتقييد سيادة الملك.
لم تتضمن أي حكومة بعد تأسيس النظام الحزبي (بين عامي 1921 و1925) أعضاءً من أكثر من حزبٍ واحدٍ. في أغلب الأحيان، تكون الحكومات عبارةً عن ائتلافات كبرى بين الحزبين الأكبر حجمًا، بغض النظر عن اختلاف عقيدتهما السياسية؛ وهذا جعل لوكسمبورغ واحدةً من أكثر الديمقراطيات استقرارًا في العالم. ضمت حكومتان (بين عامي 1945 و1947) أعضاءً من كل حزبٍ ممثلٍ في مجلس النواب.
احتلت ألمانيا النازية لوكسمبورغ في  الحرب العالمية الثانية، وفي تلك الأثناء حكم لوكسمبورغ مسؤول الحزب النازي، غوستاف سيمون. واصل بيير دوبونغ قيادة الحكومة في المنفى بالمملكة المتحدة حتى تحرير لوكسمبورغ في ديسمبر 1944م، وعادت حكومة لوكسمبورغ الدستورية إلى الدوقية الكبرى بعدها. وهكذا، ورغم احتلال لوكسمبورغ رسميًا في 30 أغسطس 1942، فمن المفترض أن رئيس وزراء الحكومة في المنفى بيير دوبونغ، ظل رئيساً للوزراء طوال هذه الفترة.

### رؤساء الوزراء منذ عام 1918
الحزب السياسي:
  ح.ح
  ح.و.م
  ح.ش.م.ا
  ح.د
| #  | رئيس الوزراء (تاريخ الولادة–تاريخ الوفاة) | صورة | الحزب السياسي                             | الحزب السياسي                | مدة الولاية                                 | مدة الولاية                                 | مدة الولاية                                | الحكومة                 | التحالف                                 | الملوك (عهد)           |
| #  | رئيس الوزراء (تاريخ الولادة–تاريخ الوفاة) | صورة | الحزب السياسي                             | الحزب السياسي                | الانتخابات                                  | منذ                                         | إلى                                        | الحكومة                 | التحالف                                 | الملوك (عهد)           |
| -- | ----------------------------------------- | --- | ----------------------------------------- | ---------------------------- | ------------------------------------------- | ------------------------------------------- | ------------------------------------------ | ----------------------- | --------------------------------------- | ---------------------- |
| 13 | إميل رويتر (1874–1973)                    | |                                           | ح.ح                          | — 1919 1922                                 | 28 سبتمبر 1918 5 يناير 1920 15 أبريل 1921   | 5 يناير 1920 15 أبريل 1921 20 مارس 1925    | وزارة رويتر             | ح.ح، ر.ل ح.ح، ر.ل ح.ح                   | ماري أديلايد 1912-1919 |
| 13 | إميل رويتر (1874–1973)                    | تشارلوت (1919–1964) |                                           | ح.ح                          | — 1919 1922                                 | 28 سبتمبر 1918 5 يناير 1920 15 أبريل 1921   | 5 يناير 1920 15 أبريل 1921 20 مارس 1925    | وزارة رويتر             | ح.ح، ر.ل ح.ح، ر.ل ح.ح                   |                        |
| 13 | إميل رويتر (1874–1973)                    | أول حكومة حزبية. الهدنة؛ تعديل الدستور. حكومة الحزب الواحد فقط 1921–1925. استقال.                                                                                          |                                           | ح.ح                          |                                             |                                             |                                            |                         |                                         |                        |
| 14 | بيير بروم (1886–1950)                     | |                                           | ح.و.م                        | 1925                                        | 20 مارس 1925                                | 16 يوليو 1926                              | وزارة بروم              | ح.و.م، ح.ا.ر                            |                        |
| 14 | بيير بروم (1886–1950)                     | رئاسة الوزراء للحزب الوطني المسقل فقط. استقال. |                                           | ح.و.م                        |                                             |                                             |                                            |                         |                                         |                        |
| 15 | جوزيف بيخ (1887–1975) (الفترة الأولى)     | |                                           | ح.ح                          | 1928، 1931 1934 1937                        | 16 يوليو 1926 11 أبريل 1932 27 ديسمبر 1936  | 11 أبريل 1932 27 ديسمبر 1936 5 نوفمبر 1937 | وزارة بيخ               | ح.ح،ق.ي ح.ح، ح.ل.ر ح.ح، ح.ل.ر           |                        |
| 15 | جوزيف بيخ (1887–1975) (الفترة الأولى)     | أطول حكومة في عصر الحزب 1926–1932. استقال. |                                           | ح.ح                          |                                             |                                             |                                            |                         |                                         |                        |
| 16 | بيير دوبونغ (1885–1953)                   | |                                           | ح.ح                          | — —                                         | 5 نوفمبر 1937 7 فبراير 1938 6 أبريل 1940    | 7 فبراير 1938 6 أبريل 1940 10 مايو 1940    | وزارة دوبونغ-كرير       | ح.ح، ح.ع.ا، ح.ل.ر ح.ح، ح.ع.ا ح.ح، ح.ع.ا |                        |
| 16 | بيير دوبونغ (1885–1953)                   | — | 10 مايو 1940                              | ح.ح                          | 23 نوفمبر 1944                              | حكومة في المنفى                             | ح.ح، ح.ع.ا                                 |                         |                                         |                        |
| 16 | بيير دوبونغ (1885–1953)                   | | ح.ش.م.ا                                   | — —                          | 23 نوفمبر 1944 23 فبراير 1945 21 أبريل 1945 | 23 فبراير 1945 21 أبريل 1945 14 نوفمبر 1945 | حكومة التحرير                              | ح.ش.م.ا، ح.ع.ا          |                                         |                        |
| 16 | بيير دوبونغ (1885–1953)                   | 1945 — | ح.ش.م.ا                                   | 14 نوفمبر 1945 29 أغسطس 1946 | 29 أغسطس 1946 1 مارس 1947                   | الاتحاد الوطني                              | ح.ش.م.ا، ح.ع.ا، ح.د، ح.ش.ل                 |                         |                                         |                        |
| 16 | بيير دوبونغ (1885–1953)                   | — 1948 | ح.ش.م.ا                                   | 1 مارس 1947 14 يوليو 1948    | 14 يوليو 1948 3 يوليو 1951                  | وزارة دوبونغ-شاوس                           | ح.ش.م.ا، ح.د                               |                         |                                         |                        |
| 16 | بيير دوبونغ (1885–1953)                   | 1951 | ح.ش.م.ا                                   | 3 يوليو 1951                 | 23 ديسمبر 1953                              | وزارة دوبونغ-بودسون                         | ح.ش.م.ا، ح.ع.ا                             |                         |                                         |                        |
| 16 | بيير دوبونغ (1885–1953)                   | الحرب العالمية الثانية؛ ظلت لوكسمبورغ محايدة. حكومة الطوارئ؛ الاحتلال النازي؛ حكومة في المنفى. حكومة التحرير؛ انتهاء الحياد. حكومة الاتحاد الوطني. توفي أثناء توليه منصبه. | ح.ش.م.ا                                   |                              |                                             |                                             |                                            |                         |                                         |                        |
| 17 | جوزيف بيخ (1887–1975) (الفترة الثانية)    | |                                           | ح.ش.م.ا                      | — 1954                                      | 29 ديسمبر 1953 29 يونيو 1954                | 29 يونيو 1954 29 مارس 1958                 | وزارة بيتش-بودسون       | ح.ش.م.ا، ح.ع.ا                          |                        |
| 17 | جوزيف بيخ (1887–1975) (الفترة الثانية)    | استقال. |                                           | ح.ش.م.ا                      |                                             |                                             |                                            |                         |                                         |                        |
| 18 | بيير فريدين (1892–1959)                   | |                                           | ح.ش.م.ا                      | 1959                                        | 29 مارس 1958                                | 23 فبراير 1959                             | حكومة بيير فريدن        | ح.ش.م.ا، ح.ع.ا                          |                        |
| 18 | بيير فريدين (1892–1959)                   | فاز بانتخابات 1959؛ توفي أثناء توليه منصبه. |                                           | ح.ش.م.ا                      |                                             |                                             |                                            |                         |                                         |                        |
| 19 | بيير فيرنر (1913–2002) (الفترة الأولى)    | |                                           | ح.ش.م.ا                      | —                                           | 2 مارس 1959                                 | 15 يوليو 1964                              | حكومة فيرنر-شاوس الأولى | ح.ش.م.ا، ح.د                            |                        |
| 19 | بيير فيرنر (1913–2002) (الفترة الأولى)    | 1964 — | 15 يوليو 1964 3 يناير 1967                | ح.ش.م.ا                      | 3 يناير 1967 6 فبراير 1969                  | حكومة فيرنر-كرافاتي                         | ح.ش.م.ا، ح.ع.ا                             | جان (1964–2000)         |                                         |                        |
| 19 | بيير فيرنر (1913–2002) (الفترة الأولى)    | 1968 — — | 6 فبراير 1969 5 يوليو 1971 19 سبتمبر 1972 | ح.ش.م.ا                      | 5 يوليو 1971 19 سبتمبر 1972 15 يونيو 1974   | حكومة فيرنر-شاوس الثانية                    | ح.ش.م.ا، ح.د                               | جان (1964–2000)         |                                         |                        |
| 19 | بيير فيرنر (1913–2002) (الفترة الأولى)    | أطول فترة رئاسة للوزراء في عهد الحزب. انضم إلى المعارضة بعد انتخابات عام 1974.                                                                                             |                                           | ح.ش.م.ا                      |                                             |                                             |                                            | جان (1964–2000)         |                                         |                        |
| 20 | غاستون ثورن (1928–2007)                   | |                                           | ح.د                          | 1974 — —                                    | 15 يونيو 1974 21 يوليو 1976 16 سبتمبر 1977  | 21 يوليو 1976 16 سبتمبر 1977 16 يوليو 1979 | جان (1964–2000)         | حكومة ثورن-فويل بيرغ                    | ح.د، ح.ع.ا             |
| 20 | غاستون ثورن (1928–2007)                   | أول رئاسة وزراء للحزب الديمقراطي. أصبح نائبًا لرئيس الوزراء تحت قيادة فيرنر عندما عاد ح.ش.م.ا إلى الحكومة بعد انتخابات عام 1979.                                            |                                           | ح.د                          |                                             |                                             |                                            | جان (1964–2000)         |                                         |                        |
| 21 | بيير فيرنر (1913–2002) (الفترة الثانية)   | |                                           | ح.ش.م.ا                      | 1979 —                                      | 16 يوليو 1979 3 مارس 1980                   | 3 مارس 1980 22 نوفمبر 1980                 | جان (1964–2000)         | حكومة فيرنر-ثورن                        | ح.ش.م.ا، ح.د           |
| 21 | بيير فيرنر (1913–2002) (الفترة الثانية)   | — — | 22 نوفمبر 1980 21 ديسمبر 1982             | ح.ش.م.ا                      | 21 ديسمبر 1982 20 يوليو 1984                | حكومة فيرنر-فليش                            |                                            | جان (1964–2000)         |                                         | ح.ش.م.ا، ح.د           |
| 21 | بيير فيرنر (1913–2002) (الفترة الثانية)   | تقاعد في انتخابات عام 1984. |                                           | ح.ش.م.ا                      |                                             |                                             |                                            | جان (1964–2000)         |                                         |                        |
| 22 | جاك سانتر (ولد في 1937)                   | |                                           | ح.ش.م.ا                      | 1984                                        | 20 يوليو 1984                               | 14 يوليو 1989                              | جان (1964–2000)         | حكومة سانتر-بووس الأولى                 | ح.ش.م.ا، ح.ع.ا         |
| 22 | جاك سانتر (ولد في 1937)                   | 1989 — | 14 يوليو 1989 9 ديسمبر 1992               | ح.ش.م.ا                      | 9 ديسمبر 1992 13 يوليو 1994                 | حكومة سانتر-بووس الثانية                    |                                            | جان (1964–2000)         |                                         | ح.ش.م.ا، ح.ع.ا         |
| 22 | جاك سانتر (ولد في 1937)                   | 1994 | 13 يوليو 1994                             | ح.ش.م.ا                      | 26 يناير 1995                               | حكومة سانتر-بووس الثالثة                    |                                            | جان (1964–2000)         |                                         | ح.ش.م.ا، ح.ع.ا         |
| 22 | جاك سانتر (ولد في 1937)                   | رئيس الحكومة حتى عام 1989؛ رئيس الوزراء منذ عام 1989. عُين رئيسًا للمفوضية الأوروبية.                                                                                        |                                           | ح.ش.م.ا                      |                                             |                                             |                                            | جان (1964–2000)         |                                         |                        |
| 23 | جان كلود يونكر (ولد في 1954)              | |                                           | ح.ش.م.ا                      | — —                                         | 26 يناير 1995 4 فبراير 1998                 | 4 فبراير 1998 7 أغسطس 1999                 | جان (1964–2000)         | حكومة يونكر-بوس                         | ح.ش.م.ا، ح.ع.ا         |
| 23 | جان كلود يونكر (ولد في 1954)              | 1999 | 7 أغسطس 1999                              | ح.ش.م.ا                      | 31 يوليو 2004                               | حكومة يونكر-بولفر                           | ح.ش.م.ا، ح.د                               | هنري (2000–الآن)        |                                         |                        |
| 23 | جان كلود يونكر (ولد في 1954)              | 2004 | 31 يوليو 2004                             | ح.ش.م.ا                      | 23 يوليو 2009                               | حكومة يونكر-أسيلبورن الأولى                 | ح.ش.م.ا، ح.ع.ا                             | هنري (2000–الآن)        |                                         |                        |
| 23 | جان كلود يونكر (ولد في 1954)              | 2009 | 23 يوليو 2009                             | ح.ش.م.ا                      | 4 ديسمبر 2013                               | حكومة يونكر-أسيلبورن الثانية                | ح.ش.م.ا، ح.ع.ا                             | هنري (2000–الآن)        |                                         |                        |
| 23 | جان كلود يونكر (ولد في 1954)              | أطول فترة رئاسة وزراء متواصلة في عهد الحزب. كما أنه رئيس مجموعة اليورو. عُين رئيسًا للمفوضية الأوروبية.                                                                      |                                           | ح.ش.م.ا                      |                                             |                                             |                                            | هنري (2000–الآن)        |                                         |                        |
| 24 | كزافييه بيتل (ولد في 1973)                | |                                           | ح.د                          | 2013                                        | 4 ديسمبر 2013                               | 5 ديسمبر 2018                              | هنري (2000–الآن)        | حكومة بيتل الأولى                       | ح.د، ح.ع.ا، خ          |
| 24 | كزافييه بيتل (ولد في 1973)                | 2018 | 5 ديسمبر 2018                             | ح.د                          | 17 نوفمبر 2023                              | حكومة بيتل الثانية                          |                                            | هنري (2000–الآن)        |                                         | ح.د، ح.ع.ا، خ          |
| 25 | لوك فريدن (ولد في 1963)                   | |                                           | ح.ش.م.ا                      | 2023                                        | 17 نوفمبر 2023                              | مستمر                                      | هنري (2000–الآن)        | حكومة فريدن-بيتل                        | ح.ش.م.ا، ح.د           |

## وصلات خارجية
- الموقع الإلكتروني لرئيس وزراء لوكسمبورغ
- الموقع الإلكتروني لحكومة لوكسمبورغ